# Sarangarh
Sarangarh è una suddivisione dell'India, classificata come nagar panchayat, di 14.458 abitanti, situata nel distretto di Raigarh, nello stato federato del Chhattisgarh. In base al numero di abitanti la città rientra nella classe IV (da 10.000 a 19.999 persone).

## Geografia fisica
La città è situata a 21° 36' 0 N e 83° 4' 60 E e ha un'altitudine di 216 m s.l.m..

## Società

### Evoluzione demografica
Al censimento del 2001 la popolazione di Sarangarh assommava a 14.458 persone, delle quali 7.357 maschi e 7.101 femmine. I bambini di età inferiore o uguale ai sei anni assommavano a 1.948, dei quali 987 maschi e 961 femmine. Infine, coloro che erano in grado di saper almeno leggere e scrivere erano 10.114, dei quali 5.849 maschi e 4.265 femmine.